# Municipio de Ejutla
El municipio de Ejutla es uno de los 125 municipios en los que se divide el estado mexicano de Jalisco. Se encuentra en la región Sierra de Amula. Su cabecera es el poblado de Ejutla.

## Historia
Fue fundación de los aborígenes de Amula, de origen teco, después de la evangelización. Casi acabó con ellos en 1544 el Cocoliztle o peste. Los sobrevivientes se establecieron río arriba del Alquizar y fundaron San Miguel, cuyos jacales arrambló al poco tiempo una avenida. Caminaron entonces por un arroyo que baja al mismo río. Quienes marchaban adelante escogieron el lugar que hoy es la Cofradía de San Antonio para establecerse. Al llegar, el cacique convocó a los ancianos y determinaron no radicarse allí sino cerca del nacimiento del arroyo en previsión de que nuevos dueños los fueran a privar del agua. Se establecieron entonces en una cañada boscosa, próxima al nacimiento de Alquízar. 
En 1859 se suscitó en el poblado un escándalo, porque la autoridad máxima, el exseminarista Anacleto Chavarín, había incurrido en excomunión al jurar las Leyes de Reforma. En 1864 Eugenio Covarrubias encabezó un levantamiento para defender el poblado de los excesos de Antonio Rojas. Simón Gutiérrez “La Simona” el 27 de enero de 1865, por orden de Rojas saqueó el poblado y asesinó a varios vecinos. Se llevó a las principales muchachas del poblado y a 30 jovencitas alumnas del colegio. Dos días antes, en la hacienda de Potrerillos, el general francés Alfredo Berthelin había dado muerte a Rojas.
En 1917 el carrancista Jesús Contreras, “El Zángano”, penetró a la sacristía y al santuario con espuelas y sombrero. El P. Jesús Urzúa lo aprehendió, llevándolo hasta “El Realito” por desconocido. Por su parte el general villista Pedro Zamora no molestó al poblado en lo más mínimo pues además de cultivar muy buenas relaciones con los sacerdotes del lugar, tenía una hija en el colegio. Esto propició que los carrancistas de Autlán clausuraran el convento y expropiaron el edificio. Zamora se enfrentó con ellos en el poblado y desde el Cerrito de la Capilla de la Cruz puso fuera de circulación la corneta, que en son de chunga le tocaba El Guango.
Desde 1825 perteneció al 6° cantón de Autlán. El 2 de agosto de 1875 por decreto número 441 se crea la municipalidad de Ejutla, comprendiendo la comisaría de San Juan de Amula.

## Descripción geográfica

### Ubicación
El municipio de Ejutla se localiza en la región Sierra de Amula del estado de Jalisco. Sus municipios colindantes son Chiquilistlán, El Grullo, Tenamaxtlán, Tonaya, El Limón, Juchitlán y Unión de Tula. Tiene una extensión territorial de 245.6 kilómetros cuadrados.
El municipio colinda al norte con los municipios de Unión de Tula, Tenamaxtlán, Juchitlán y Chiquilistlán, al este con el municipio de Tonaya, al sur con los municipios de El Limón, Tonaya y El Grullo; al oeste con los municipios de El Grullo y Unión de Tula.

## Medio físico
El 61.2% del municipio tiene terrenos montañosos y la roca predominante es la toba (42.7%), rocas ígneas de origen explosivo, formadas por material volcánico suelto o consolidado. El suelo predominante es litosol (56.6%), suelo de piedra, son los más abundantes en el país. La selva (51.7%) es el uso de suelo dominante en el municipio. 

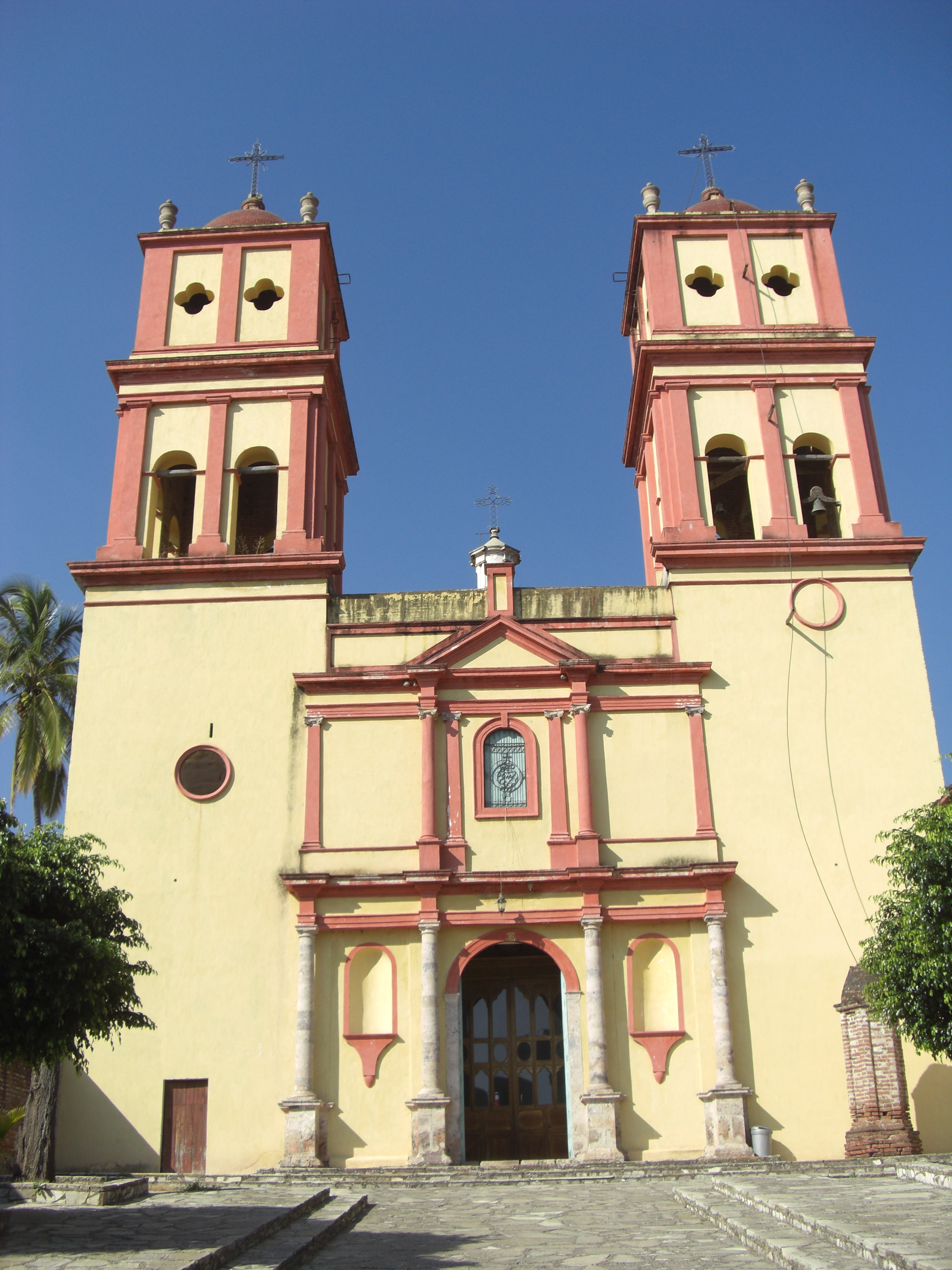
Santuario de El Sagrado Corazón de Jesús.

### Hidrografía
Los tipos de recursos hídricos del municipio están constituidos por aguas subterráneas, ríos y lagos. El territorio está ubicado dentro de 2 acuíferos de los cuales el 0% no tienen disponibilidad y el 100.0% se encuentra con disponibilidad de agua subterránea.
El territorio municipal está dentro de las cuencas Corcovado, El Rosario, Las Piedras de las cuales el 100.0% tienen disponibilidad y el 0% presentan déficit de disponibilidad de agua superficial.
Sus recursos hidrológicos son proporcionados principalmente por el río tuxcacuesco; los arroyos: Grande, Guayaba, Texcal y Salitrillo; y por las presas: De las piedras y San Miguel.

### Clima, temperatura y precipitación
La mayor parte del municipio de Ejutla (54%) tiene clima cálido subhúmedo. La temperatura media anual es de 22.3 °C, mientras que sus máximas y mínimas promedio oscilan entre 33.4 °C y 11.3 °C respectivamente. La precipitación media anual es de 900mm. El régimen de las lluvias se registra en julio, agosto y septiembre. El promedio de días con heladas es 0. Los vientos dominantes son en dirección del sureste.

## Áreas naturales protegidas
Ejutla cuenta con 3.1% de humedales sin contar con algún ANP tipificada dentro de su territorio.

## Sequía
A nivel municipal la sequía extrema es la que tiene una mayor distribución con un 52.3%, mientras que la excepcional, severa y moderada representan 34, 6 y 2 por ciento respectivamente.

## Flora y fauna
La vegetación está compuesta por espino blanco, huizache, hozote, nopal, pitahayo, nogal y pino.
habitan en esta región:
- venado[6]
  - Odocoileus virginianus[7]
- ardilla[6][8]
  - Notocitellus annulatus[8]
- zorrillo[6]
  - Familia Mephitidae
- tlacuache[6]
  - Didelphis virginiana[7]
- lince[8]
  - Lynx rufus[8]
- coatí[8]
  - Nasua narica[8]
- codorniz[6][9]
  - Philortyx fasciatus [9]
- güilota pitayera[6]

## Infraestructura
El municipio cuenta con 16 servicios públicos, de los cuales destacan 8 escuelas, seguido de 4 instalaciones deportivas o de recreación y templos con 4.

### Salud
De acuerdo con los registros de la secretaría de salud, en el municipio se encuentran 2 unidades de servicio de salud como lo son consultorios, hospitales generales y especializados, oficinas administrativas, farmacias, laboratorios, unidades de medicina familiar, de especialidades médicas y móviles. De las cuales 2 corresponden a la Secretaría de Salud (SSJ).

## Demografía y localidades
Según el Censo de Población y Vivienda 2020, su población en ese año era de 1,981 personas; de las cuales el 50.8 por ciento eran hombres y 49.2 por ciento mujeres. Comparando este volumen poblacional con el del año 2015 (1,862 habitantes), se observa que la población municipal aumentó un 6.39 por ciento en cinco años.

### Localidades
En 2020 Ejutla contaba con 18 localidades, de éstas, 0 eran de dos viviendas y 7 de una. La localidad de Ejutla era la más poblada, con 1,367 personas, que representaban el 69% de la población del municipio; le seguía San Lorenzo con el 7.5%, La Labor con el 6.8%, El Cuastecumate con el 4.1% y Los Naranjos de Abajo con el 3.8% del total municipal.
| Código INEGI      | Localidad         | Población (2020) |
| ----------------- | ----------------- | ---------------- |
| 140340001         | Ejutla            | 1 367            |
| Otras localidades | Otras localidades | 614              |
| Total municipal   | Total municipal   | 1 981            |

## Migración
El índice de intensidad migratoria se ubicó en 59.85 puntos con un grado de intensidad migratoria Alto.

## Pobreza por carencia social
Respecto a las carencias sociales en 2020, destaca que el indicador de carencia por acceso a la seguridad social es el acceso a la seguridad social, con un 78.1 por ciento, que en términos absolutos representa 1,554 habitantes. En contraste, el que menos proporción de población presentó fue el de calidad y espacios de la vivienda, con el 3.3 por ciento. Otros indicadores como el rezago educativo, acceso a servicios de salud, acceso a servicios básicas de la vivienda y acceso a la alimentación se ubicaron en 25, 16, 10 y 4 por ciento.

## Economía y empleos
Conforme a la información del Directorio Estadístico Nacional de Unidades Económicas (DENUE) de INEGI, el municipio de Ejutla cuenta con 95 unidades económicas al mes de mayo de 2024 y su distribución por sectores revela un predominio de establecimientos dedicados a Servicios, siendo estos el 41.05% del total en el municipio.

### Empleos
Para junio de 2024 el IMSS reportó un total de 11 trabajadores asegurados, lo que representó para el municipio de Ejutla una disminución anual de 2 trabajadores en comparación con el mismo mes de 2023, debido a la baja del registro de empleo formal de algunos de sus grupos económicos principalmente el de Elaboración de bebidas. En función de los registros del IMSS el grupo económico que más empleos presentó dentro del municipio de Ejutla fue el de Agrupaciones mercantiles, profesionales, cívicas, políticas, laborales y religiosas, ya que en junio de 2024 registró un total de 4 trabajadores concentrando el 36.36% del total de asegurados en el municipio. El segundo grupo económico con más trabajadores asegurados fue el de Ganadería, que para junio de 2024 registró 3 trabajadores asegurados que representan el 27.27% del total de trabajadores asegurados a dicha fecha. El tercer grupo económico con mayor rnumero de trabajadores registrados ante el IMSS es el de Compraventa de prendas de vestir y otros artículos de uso personal con un 8%.

## Índice de desarrollo municipal (IDM)
Ejutla obtiene un desarrollo institucional Muy Bajo con un IDM-I de 44.6.

## Promedio mensual de carpetas de investigación
Durante el periodo de junio de 2023 a mayo de 2024, se abrieron un total de 16 carpetas de investigación con un promedio mensual de una carpeta abierta en donde el delito con mayor investigación fue el de violencia intrafamiliar.

## Turismo
Artesanías
- Elaboración de: huaraches, sillas de montar, chicotes, riendas, bosalillos, bordados y tejidos.

Iglesias
- Seminario Auxiliar de Ejutla.
- Parroquia de San Miguel Arcángel.
- Santuario de El Sagrado Corazón.
- Capilla de la Tercera Orden.
- Convento de las Madres Adoratrices.

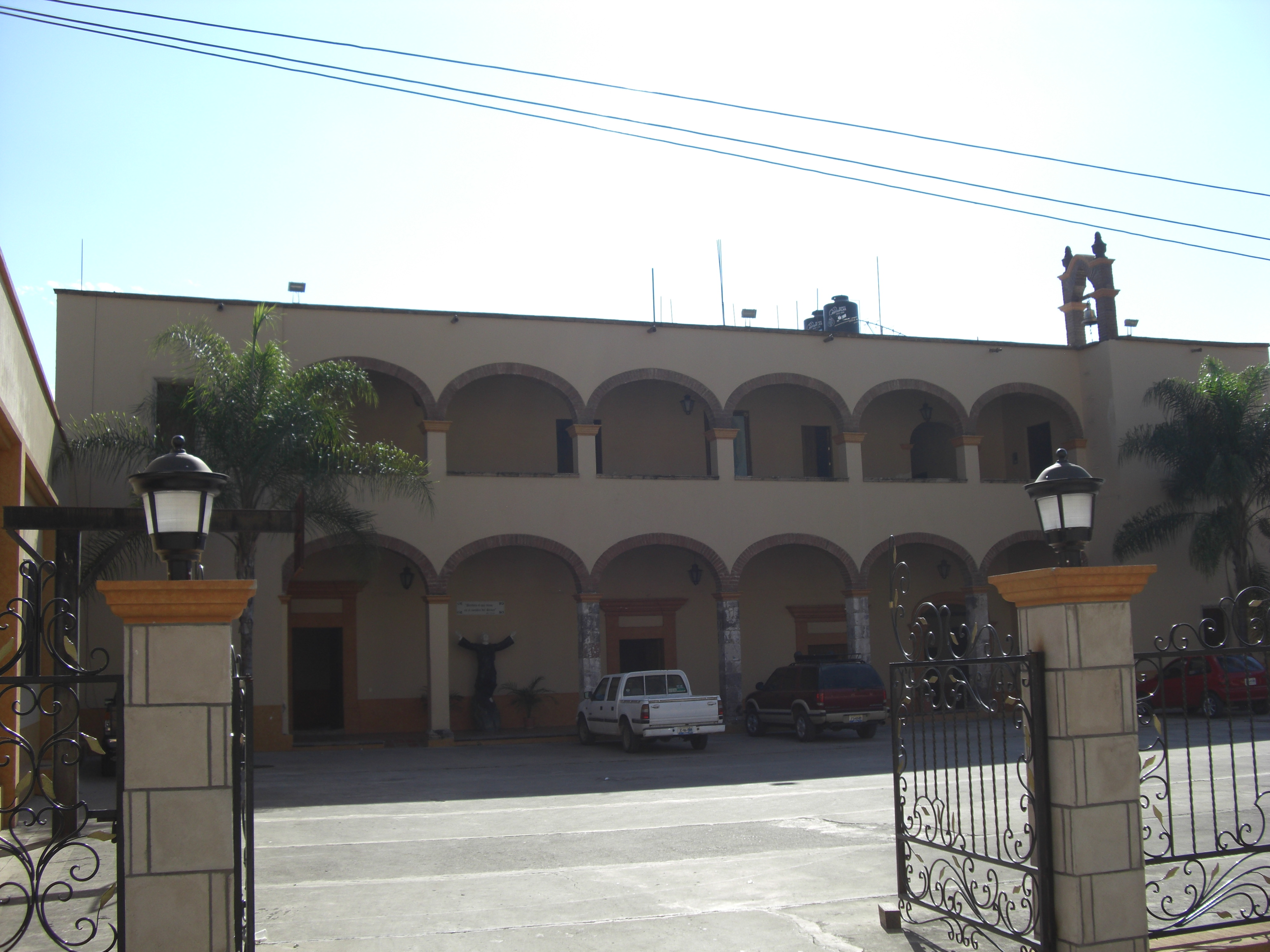
Fachada del seminario.

Parques y reservas
- Cerro La Majada.
- Cerro Palo Gordo.
- Cerro Los Añiles.
- Cerro de San Luis.
- Cerro El Narigón.
- Cerro El Picacho.
- Cerro Las Tres Peñas.
- Cerro La Peña.
- Balneario La Compuerta.

## Fiestas
- Fiesta en honor de San Miguel Arcángel. Último domingo de octubre.
- Así también se conmemora el Martirio de San Rodrigo Aguilar, el 28 de octubre, sacerdote martirizado en un árbol de mango de la plaza principal del pueblo durante la persecución cristera en 1927.
- Festival del Mariachi y sus tradiciones, se celebra la segunda semana del mes de mayo.
- Fiestas de la fundación de Ejutla. 5 de agosto y días previos.